# Замок Гродно
Замок Гродно (пол. Zamek Grodno, нім. Kynsburg) — замок у Польщі, розташований у Чорних горах (частина Валбжиських гір), на вершині гори Хоіна (450 метрів над рівнем моря), що піднімається над лівим берегом річки Бистшиці. Долина цієї річки, яка колись носила назву Сілезької долини, є природною межею між Совиними горами та розташованими на захід від них Валбжиськими горами.
Мальовниче розташування замку доповнюється водосховищем Бистшицьке озеро, яке розташоване біля підніжжя гори.

## Назва
Першочергова назва замку, за твердженням німецького географа і мовознавця Генріха Адами, походить від польського слова, що означає хвойне дерево з сімейства соснових — «choina» (укр. тсуга). У своїй праці щодо місцевих назв в Сілезії, опублікованій у 1888 році у Вроцлаві, він відніс замок до місць, назви яких походять від цього дерева — «von choina = Fichte», також подаючи назву занотовану у формі «Kynsperch» , тлумачачи її як "Fichtenberg " (укр. Ялинова гора). Внаслідок германізації назва поступово змінилась на «Kynsburg», втративши своє первісне значення.
Після Другої світової війни, замок було перейменовано спершу у Замок Хойни (пол. Zamek Chojny), а пізніше — в Замок Гродно (пол. Zamek Grodno).

## Історія

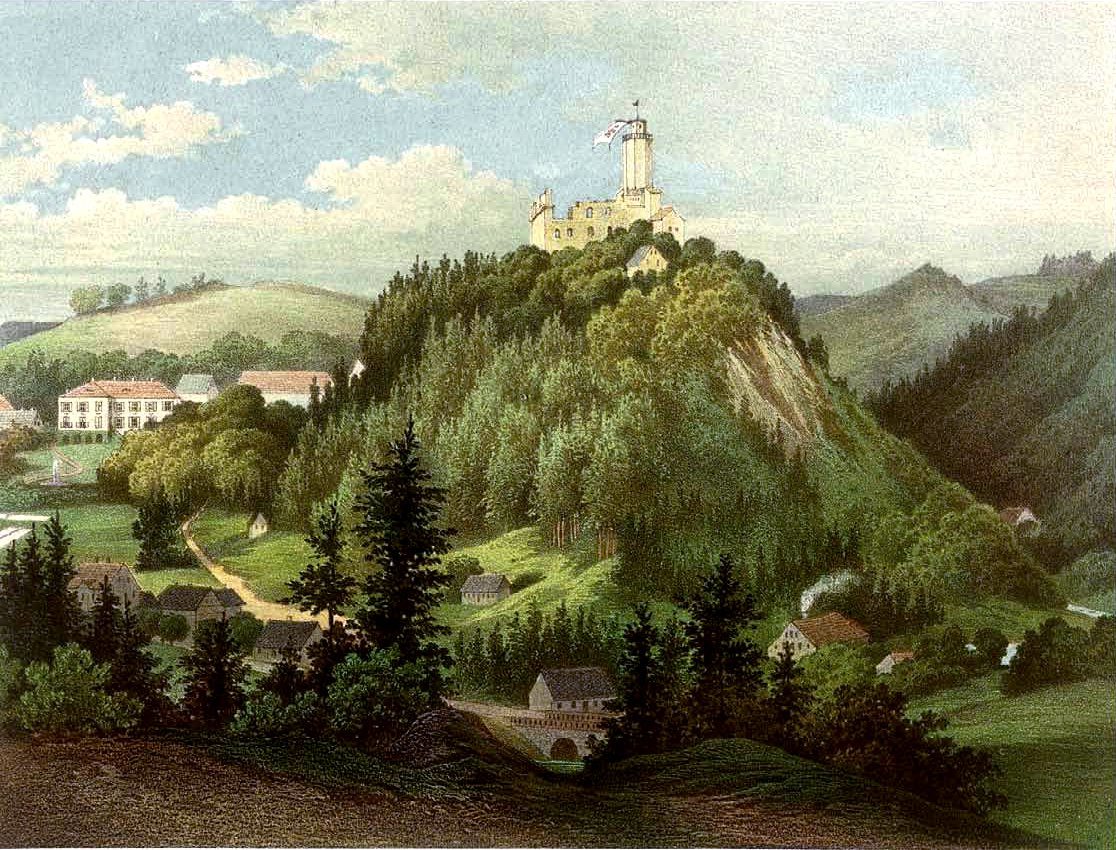
Вигляд замку у 1860 році. З колекції Александра Дункера

Замок, ймовірно, було побудовано Болеславом I Суворим, князем свідницько-яворським, однак немає джерел, що підтверджують цей факт. Існуючі частини мурів готичного замку постали за князя Бернарда Свідницького та його брата Болеслава II Зембицького. У 1392 році, після смерті дружини Болеслава II Зембицького, княгині Агнешки, замок перейшов під владу чеської корони. У XV столітті він був власністю лицарських родин, які під час гуситських воєн займалися грабунками. Черговий власник замку, Мацей фон Логау, у 1545—1587 роках здійснив значну його розбудову. Під час Тридцятилітньої війни замок захопили та частково знищили шведи. У другій половині XVIII століття замок перебував у облозі під час селянських заворушень. Останніми власниками замку, покинутого з 1774 року, була родина фон Зедліців. У 1789 році південне крило верхнього замку частково сповзло, однак вже в 1824 році з ініціативи професора Йоганна Густава Бюшінга, тодішнього власника замку, розпочалися роботи з його реконструкції та збереження. Вони внесли зміни, які не відповідали історичному вигляду будівлі. Подальші роботи здійснювалися у 1868—1869 роках та наприкінці XIX століття. В 1904 році було відновлено сграфіто та відкрито туристичну базу з корчмою. Подальші праці зі збереження замку було проведено після Другої світової війни. З 2008 року замок перебуває у власності гміни Валім, яка провела до замку водопостачання, а 24 квітня 2018 року відкрила в замку готель та ресторан.

## Архітектура
Замок побудовано з каменю на вершині великого пагорба. Певний час він був найбільшим замком у Сілезії. Замок оточували кренеляжні мури неправильної форми, підтримувані по кутах контрфорсами. У південній куртині була побудована невелика чотиригранна вежа. У південно-західному куті була розташована надбрамна вежа з герсою. Верхній замок займав площу близько 950 м². Ймовірно, із заходу до нього прилягало господарське передзамче. На початку XVI століття відбулася перебудова замку. У 1545—1587 роках були збудовані будівлі у дворі замку та довгий брамний мур із зовнішніми воротами та житловим поверхом. У цей же період прибудовано восьмигранну частину вежі, додаткове кільце мурів та розбудовано передзамче. Тоді воно отримало форму витягнутого двору, оточеного бастеями. До нього провадив багато оздоблений надбрамний будинок в північно-західній куртині. Врешті-решт замковий комплекс отримав довжину близько 170 метрів.

## Музей у замку Гродно
У 1965 році за ініціативи Валбжиського відділу Польського туристично-краєзнавчого товариства у замку було відкрито музей. Музейна колекція складається з власних експонатів, знайдених у замку після Другої світової війни, а також із запозичених із регіонального музею у Ваблжиху. З січня 2009 року замок і музей передані в управління гміни Валім.

## Фотогалерея

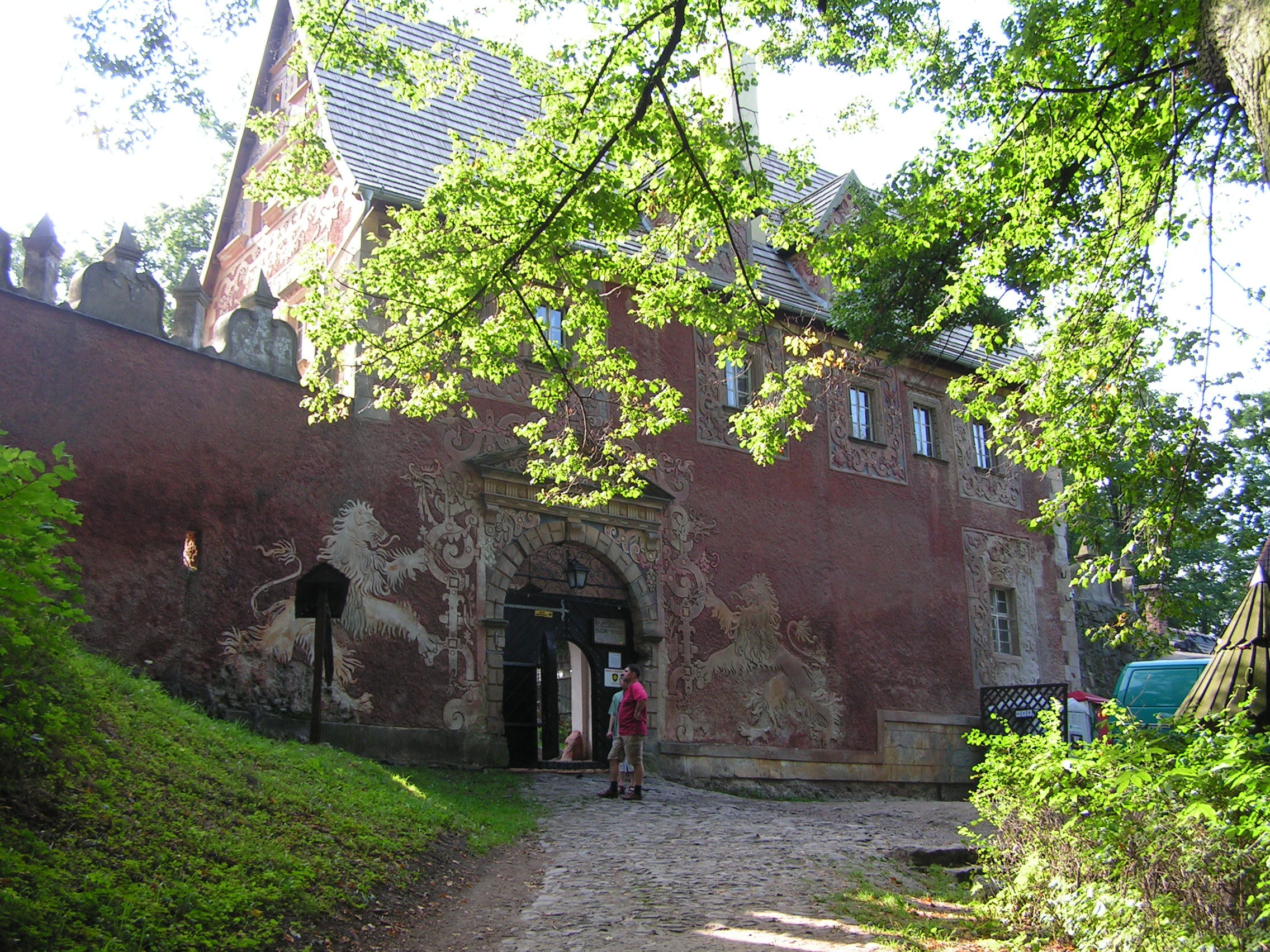
Надбрамний будинок передзамча з сграфітовою декорацією
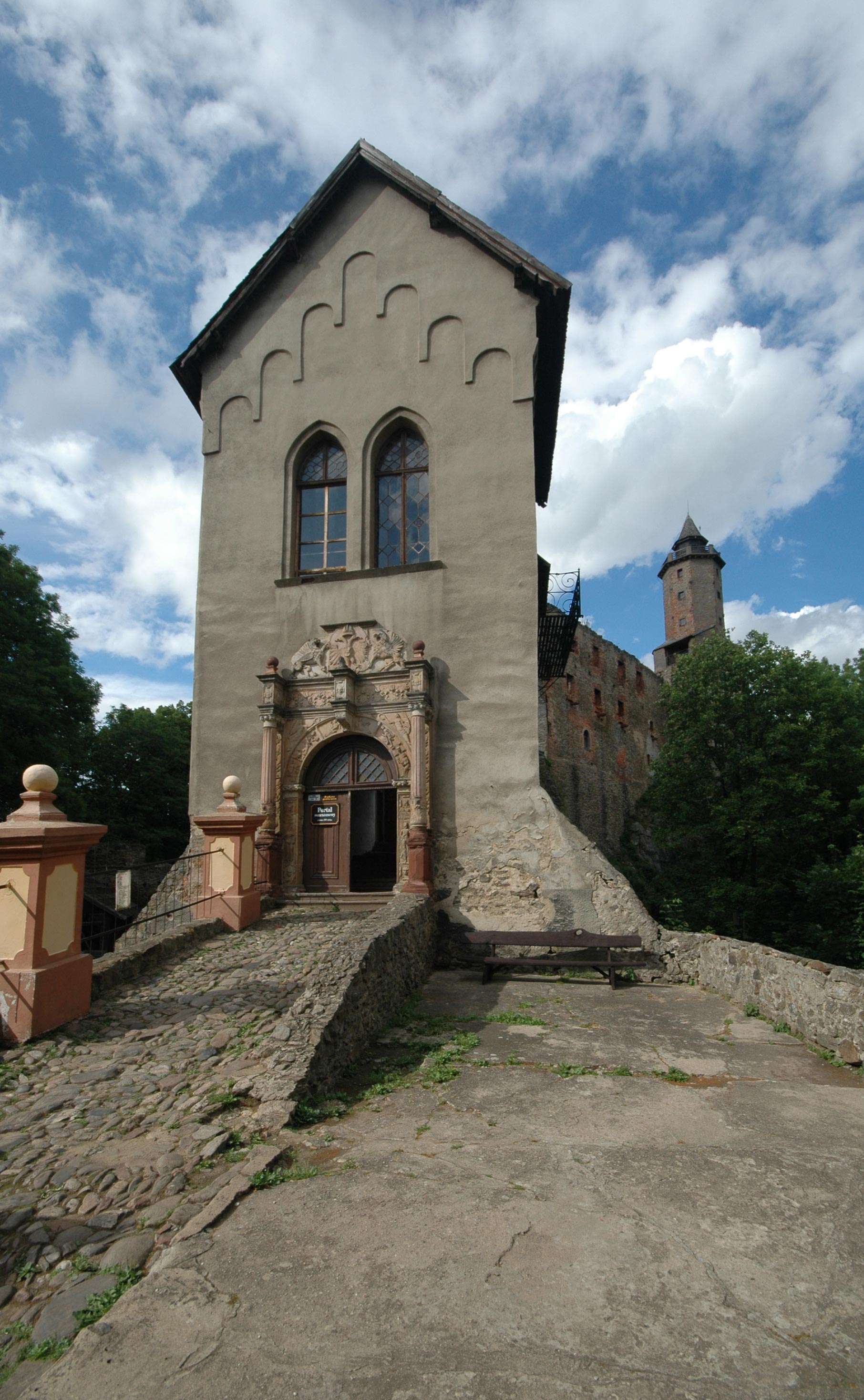
В'їзна брама до верхнього замку з ренесансним порталом
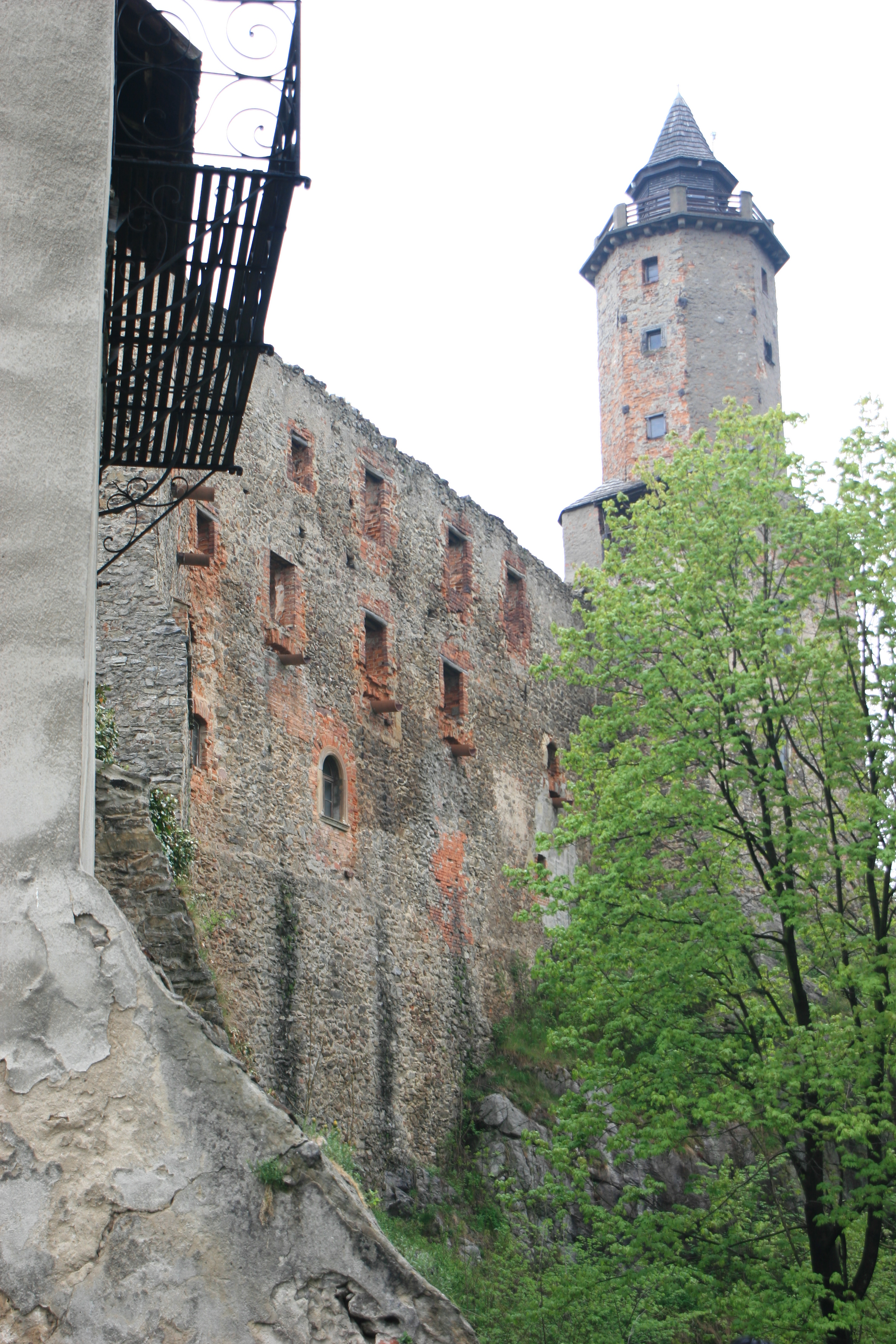
Замкова вежа
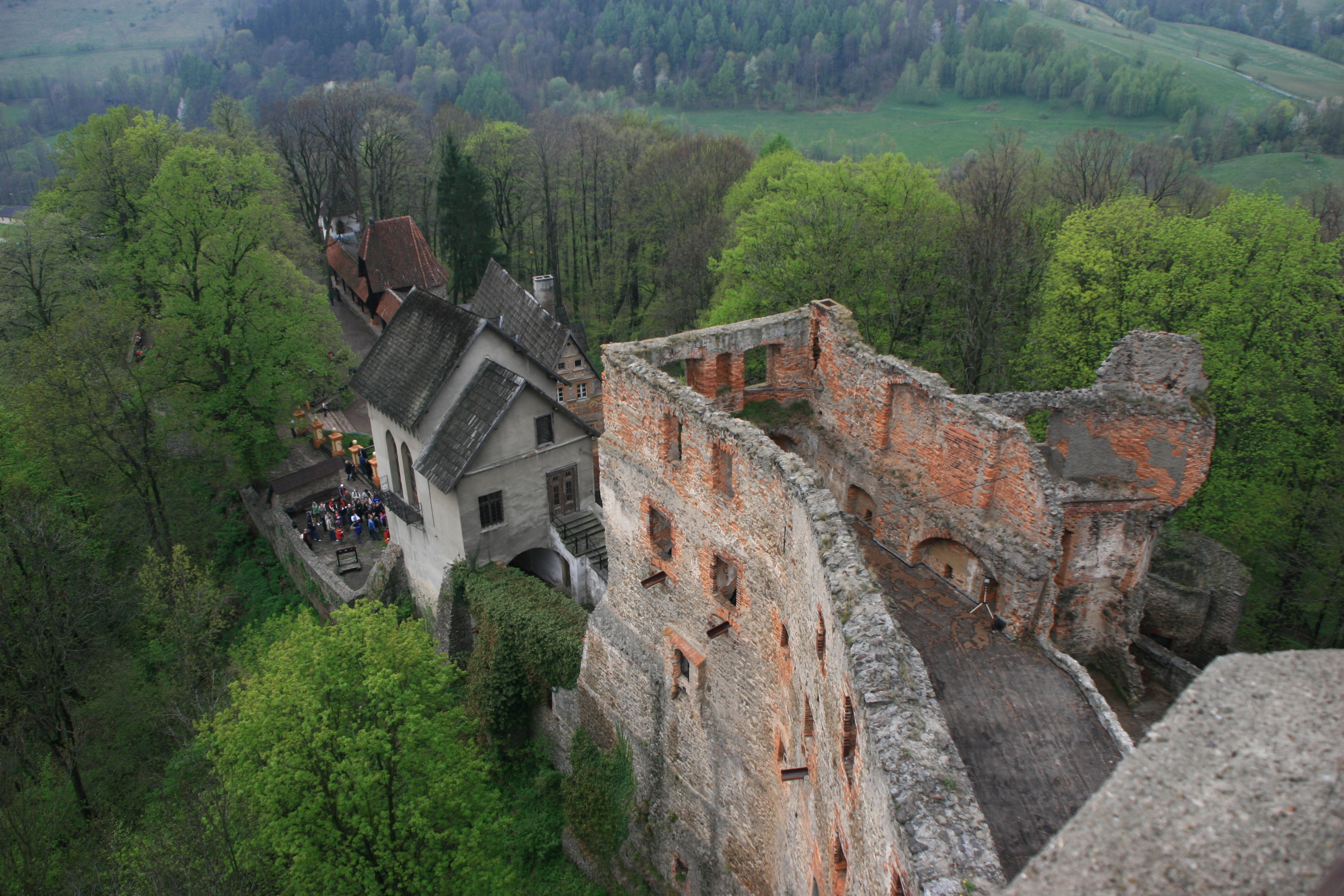
Вигляд із замкової вежі (2010)
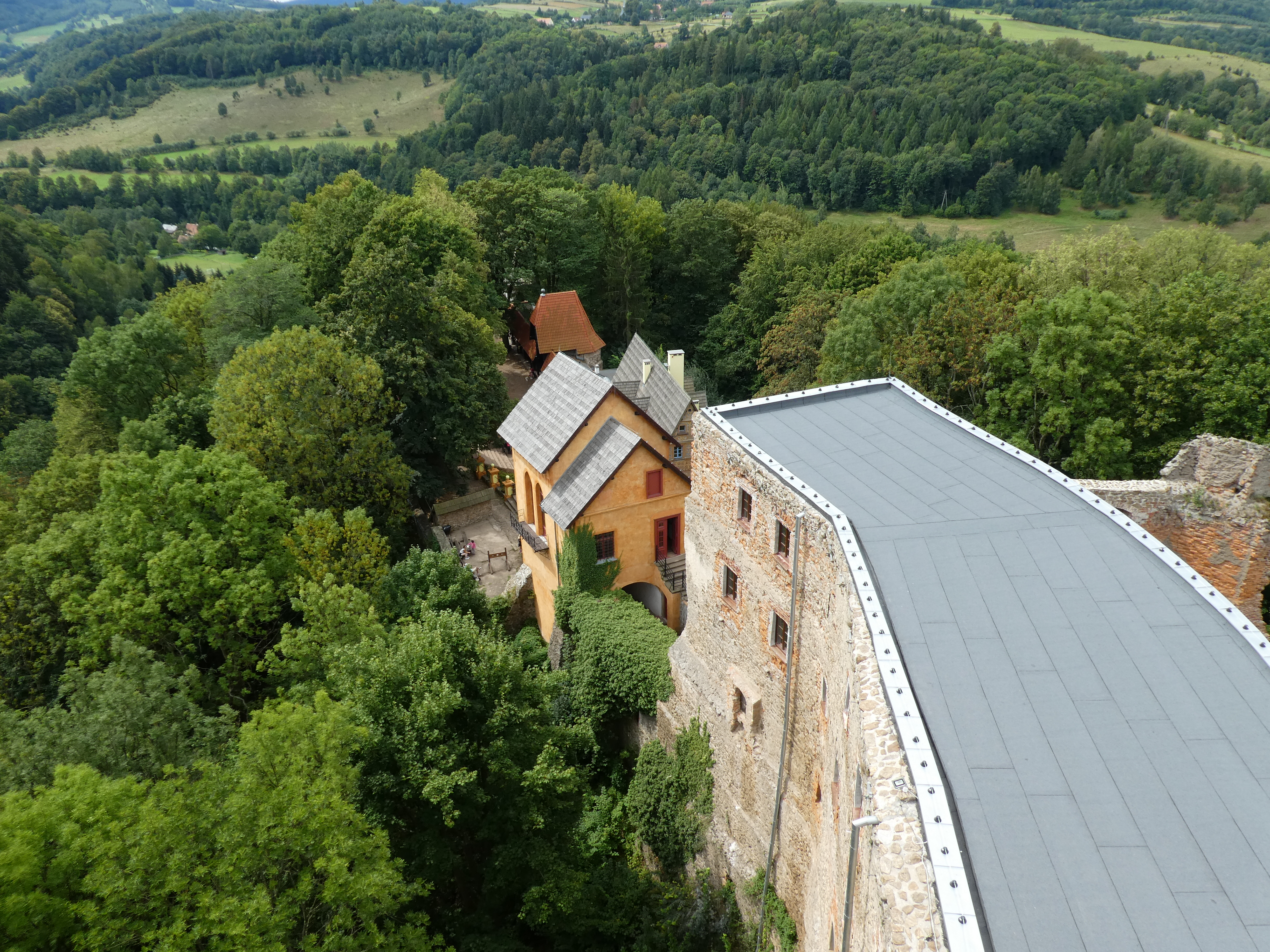
Вигляд із замкової вежі (2018)